# Франсис, Эва
Эва Франсис (англ. Ève Francis; 20 августа 1886, Сен-Жосс-тен-Тоде, Бельгия — 6 декабря 1980, Нёйи-сюр-Сен, Франция) — французская актриса театра и кино бельгийского происхождения; жена французского режиссёра и сценариста Луи Деллюка.

## Биография
Родилась 20 августа 1886 года в Сен-Жосс-тен-Ноде, Бельгия.
Получив среднее образование в Бельгии, свою карьеру в качестве театральной актрисы начала в Париже в 1913 году. В 1914 году она была выбрана драматургом Полем Клоделем на главную роль в его первой парижской постановке его пьесы L’Otage.
В эти годы Эва встретила Луи Деллюка, молодого прозаика и драматурга, растущая дружба которых привела к их браку в январе 1918 года. По его настоянию она обратила внимание на кинематограф и начала свою профессиональную карьеру киноактрисы, долго и плодотворно работая со многими выдающимися кинорежиссёрами Франции.
После смерти мужа в 1924 году, Фрэнсис взяла на себя его наследие и курировала посмертные публикации части его трудов. Она стала реже появляться на экране, в 1930-е годы работала преимущественно с режиссёром Марселем Л’Эрбье. Опубликовала собственные книги Temps héroïques: théâtre, cinéma (1949) и Un autre Claudel (1973).
Умерла 6 декабря 1980 года в Нёйи-сюр-Сен, Франция. Была похоронена на кладбище городка Баньё (О-де-Сен).

## Фильмография
Роли в фильмах (на французском языке):
- 1914 — La Dame blonde, режиссёр Charles Maudru
- 1917 — Un homme passa, режиссёр Henry Roussell
- 1917 — Le Roi de la mer, режиссёр Jacques de Baroncelli
- 1918 — Âmes de fou, режиссёр Жермен Дюлак
- 1918 — Frivolité, режиссёр Maurice Landais
- 1919 — Le Bonheur des autres, режиссёр Жермен Дюлак
- 1919 — La Fête espagnole, режиссёр Жермен Дюлак
- 1920 — Fumée noire, режиссёр Луи Деллюк
- 1920 — Le Silence, режиссёр Луи Деллюк
- 1921 — Fièvre, режиссёр Луи Деллюк
- 1921 — Le Chemin d’Ernoa, режиссёр Луи Деллюк
- 1921 — Эльдорадо / Eldorado, режиссёр Марсель Л’Эрбье
- 1921 — Prométhée banquier, режиссёр Марсель Л’Эрбье
- 1922 — La Femme de nulle part, режиссёр Луи Деллюк
- 1924 — L’Inondation, режиссёр Луи Деллюк
- 1924 — Душа артистки / Âme d’artiste (Heart of an Actress), режиссёр Жермен Дюлак
- 1926 — Antoinette Sabrier, режиссёр Жермен Дюлак
- 1936 — Club de femmes (Women’s Club), режиссёр Jacques Deval
- 1937 — Forfaiture, режиссёр Марсель Л’Эрбье
- 1938 — Дикая бригада / La Brigade sauvage, режиссёр Марсель Л’Эрбье
- 1939 — Yamilé sous les cèdres, режиссёр Charles d’Espinay
- 1939 — La Mode rêvée, режиссёр Марсель Л’Эрбье
- 1940 — La Comédie du bonheur, режиссёр Марсель Л’Эрбье
- 1975 — Плоть орхидеи, режиссёр Патрис Шеро
- 1975 — Adieu poulet, режиссёр Pierre Granier-Deferre